# Neodiaphlebus
Neodiaphlebus is een geslacht van rechtvleugeligen uit de familie sabelsprinkhanen (Tettigoniidae). De wetenschappelijke naam van dit geslacht is voor het eerst geldig gepubliceerd in 1934 door Kästner.

## Soorten
Het geslacht Neodiaphlebus omvat de volgende soorten:
- Neodiaphlebus dohrni Kästner, 1934
- Neodiaphlebus notatus Brunner von Wattenwyl, 1898
- Neodiaphlebus uniformis Brunner von Wattenwyl, 1898